# Marché municipal Markale
Pour les articles homonymes, voir Markale.
Le marché municipal Markale, également connu sous les noms de Gradska tržnica et de Markthalle, est un marché couvert situé en Bosnie-Herzégovine, sur le territoire de la Ville de Sarajevo. Cet ensemble urbanistique, qui remonte à 1894-1895, est inscrit sur la liste des monuments nationaux de Bosnie-Herzégovine.

## Localisation

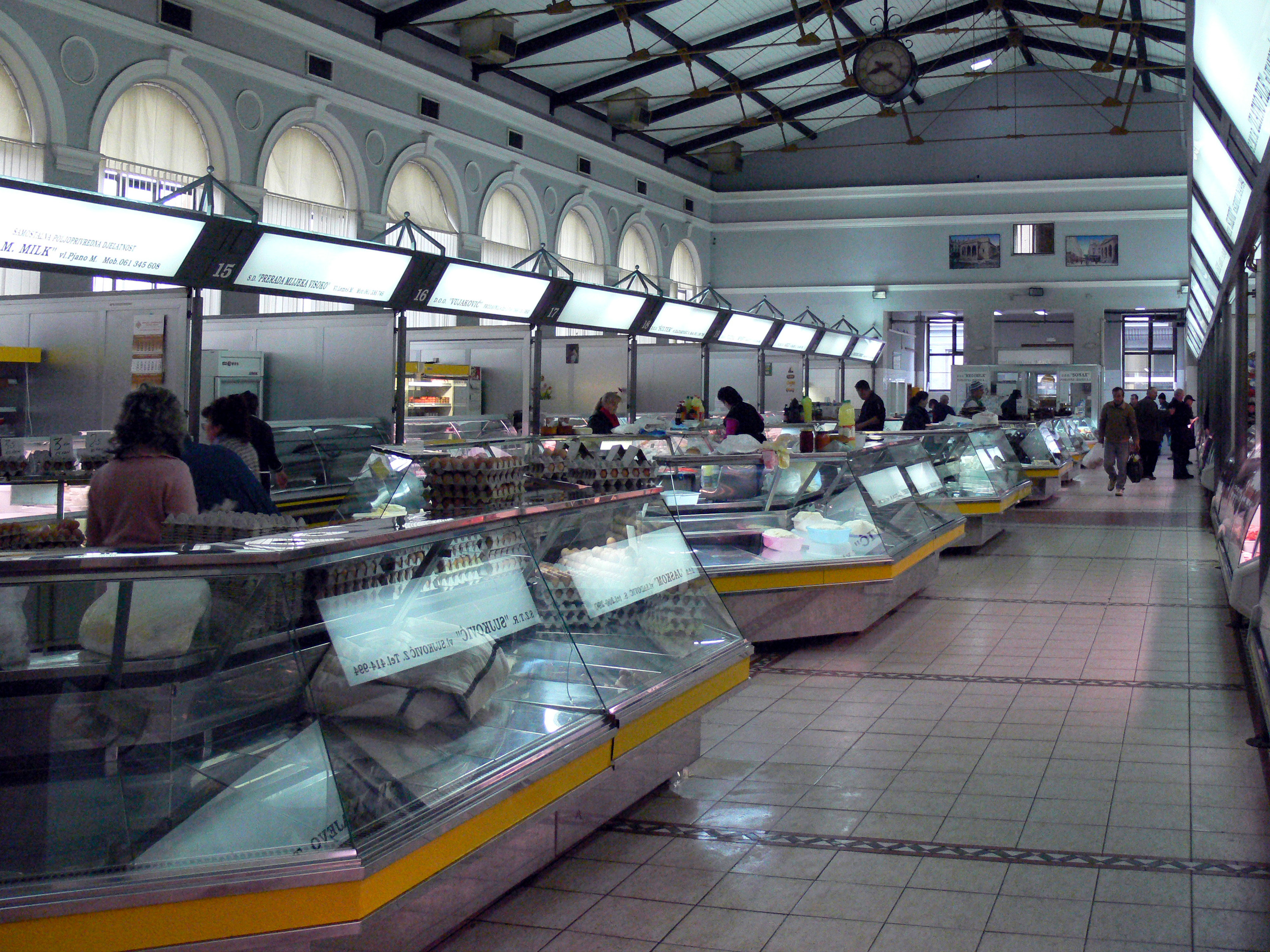
L'intérieur du marché

## Histoire
Les massacres de Markale y ont été commis en 1994 et 1995, pendant le siège de Sarajevo.

## Description

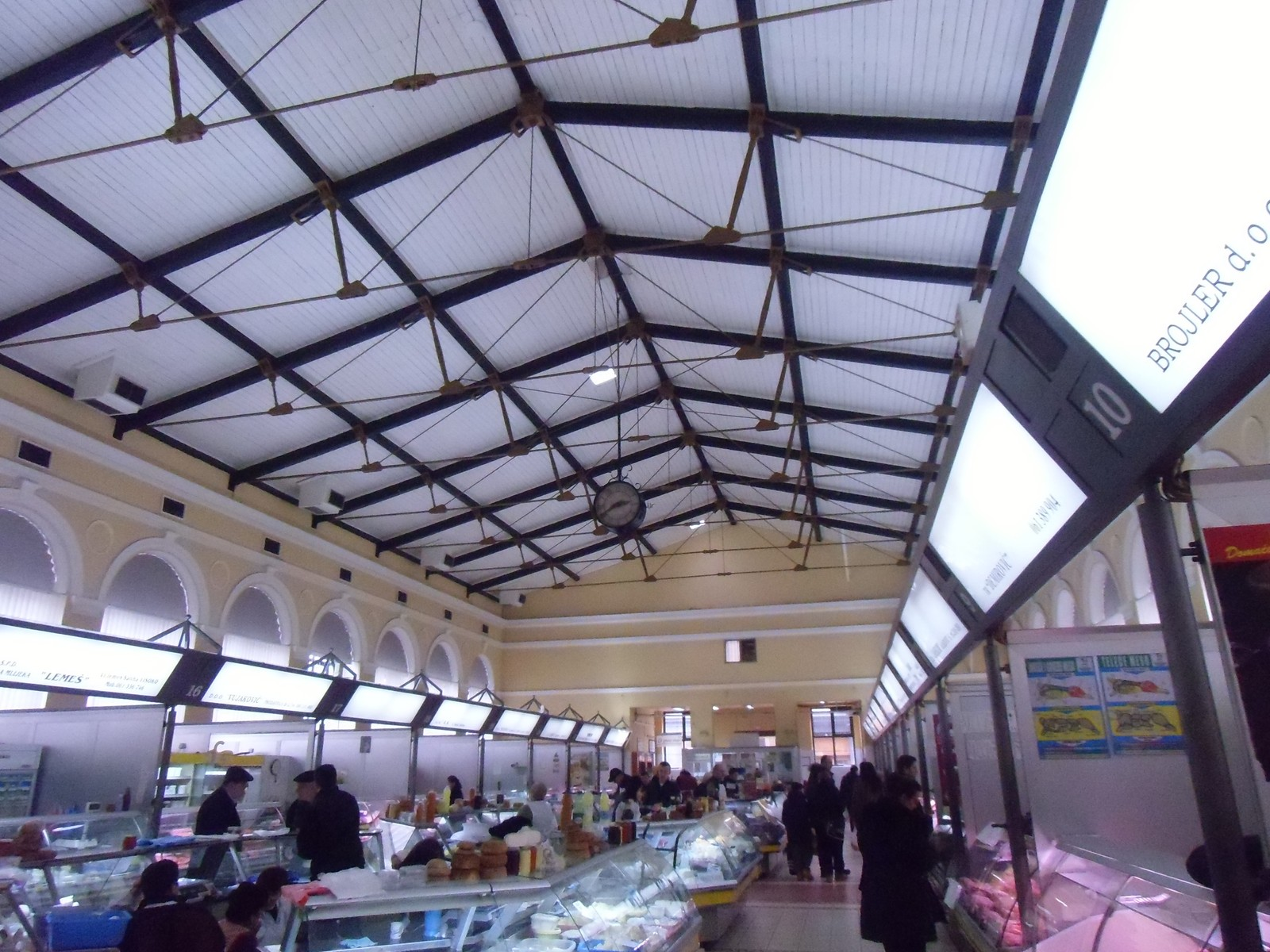
Autre vue de l'intérieur